# دودج
دودج، روستایی در دهستان داریان بخش داریان شهرستان شیراز در استان فارس ایران است. این روستا، مرکز دهستان داریان است.

## جمعیت
بر پایه سرشماری عمومی نفوس و مسکن در سال ۱۳۹۵، جمعیت این روستا برابر با ۱٬۱۴۳ نفر (۳۷۴ خانوار) بوده است.